# Amygdalus pedunculata
Amygdalus pedunculata là loài thực vật có hoa trong họ Hoa hồng. Loài này được Pall. mô tả khoa học đầu tiên năm 1789.